# Kalchtor

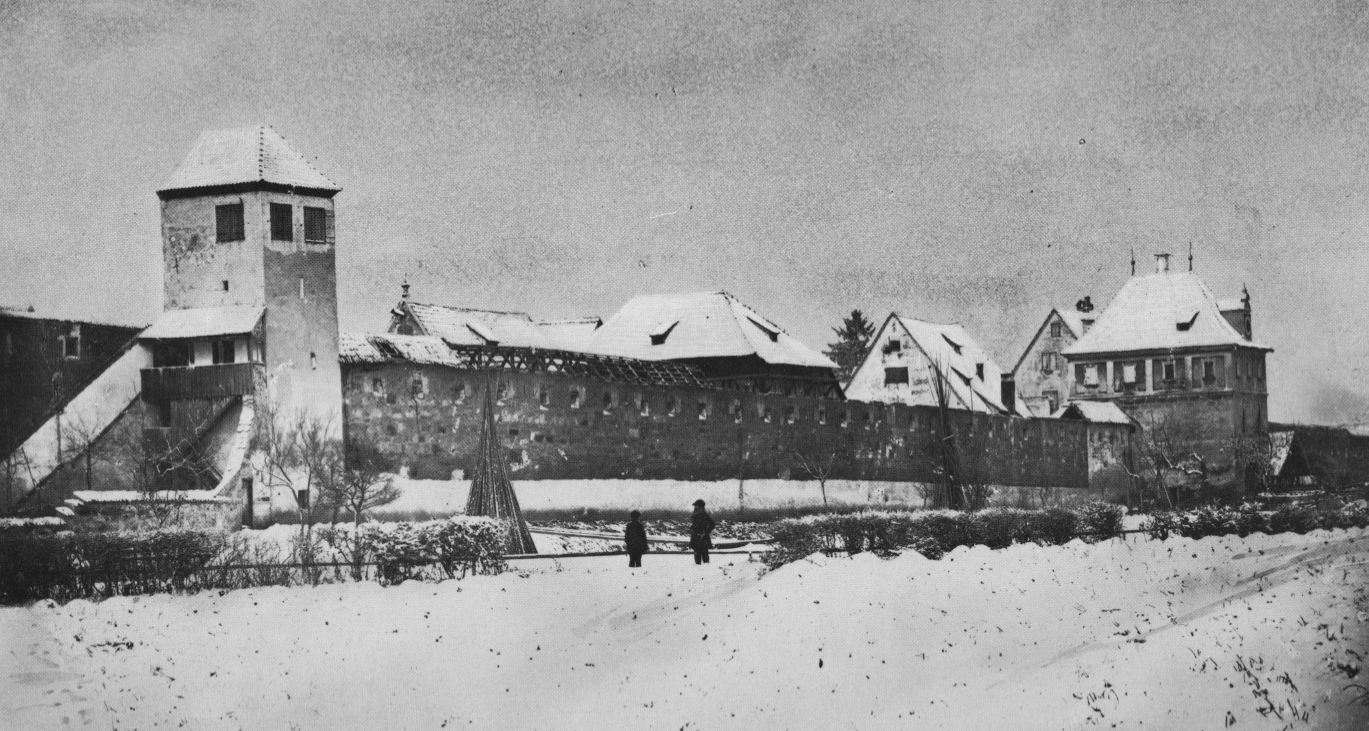
Das Kalchtor um 1860. Die Stadtmauer links vom Tor befindet sich bereits im Abbruch. Der unbenannte Turm daneben befand sich in Höhe der heutigen Rosengasse.

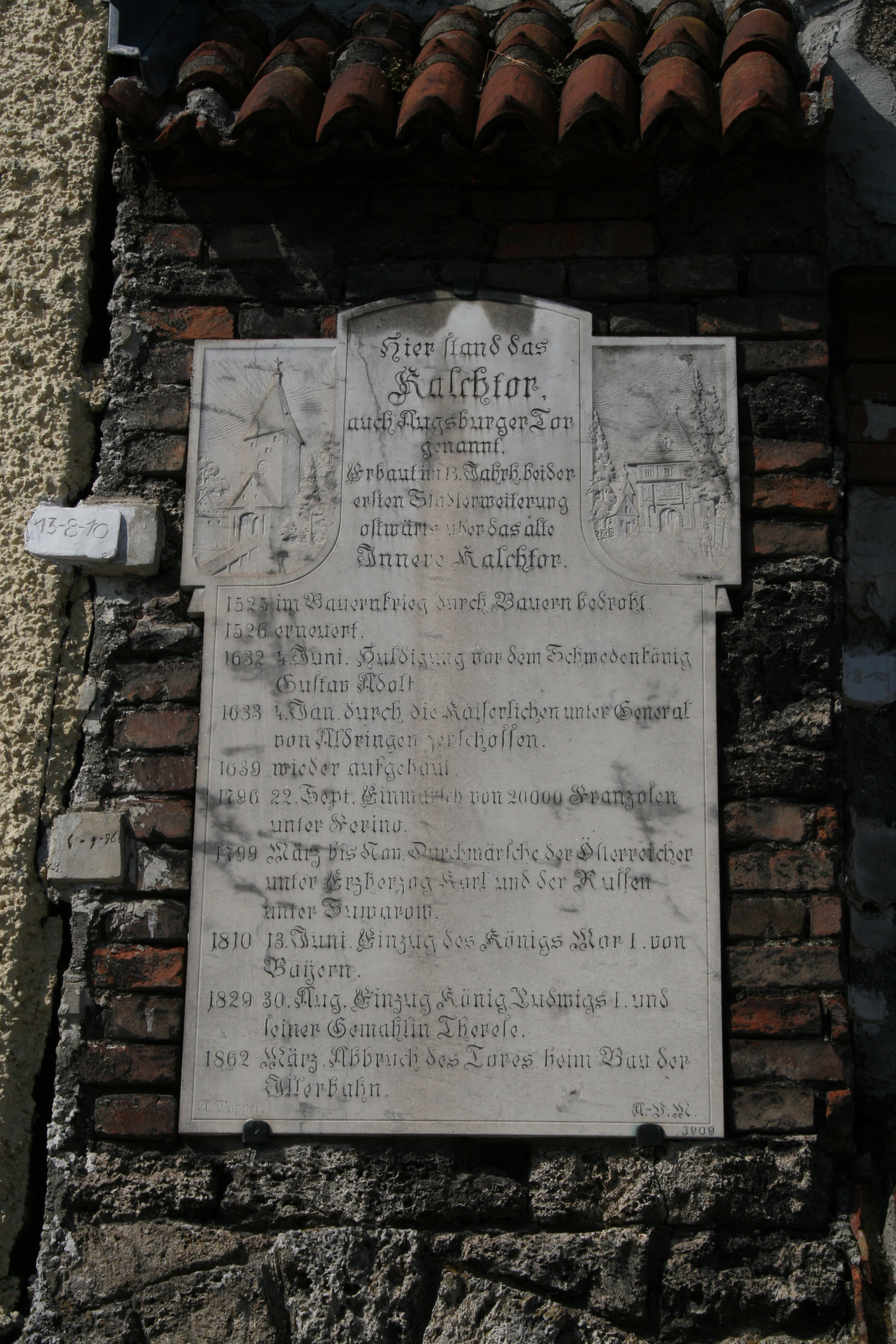
Gedenktafel für das Kalchtor an der Stadtmauer

Das Kalchtor war ein Stadttor der oberschwäbischen Stadt Memmingen. Es wurde auch Augsburger Tor genannt.

## Lage
Das Tor stand an der Ostseite der Altstadt, als östlicher Ausgang zur Salzstraße in Richtung Augsburg. In unmittelbarer Nähe stand zum Schutz der Hafendeckelturm.

## Aussehen
Das Aussehen des Tores zu seiner Erbauungszeit ist nicht überliefert. Um das Jahr 1400 wurde es durch einen hohen Torturm ersetzt, ähnlich dem Ulmer Tor. 1632 wurde es als einfaches niedriges Tor in Form einer Gartenlaube neu aufgebaut. Es zeigte auf der Eingangsseite den Reichsadler, flankiert von zwei Stadtwappen.

## Geschichte
Im 13. Jahrhundert wurde die Stauferstadt in die Stadtbefestigung einbezogen. Um 1285 erbaute man die noch in Teilen vorhandene Stadtmauer mit dem Kalchtor. Ende des 14. Jahrhunderts wurde das Kalchtor durch einen Torturm ersetzt. 1632 wurde es bei der Belagerung und Beschießung durch die aldringenschen Truppen zerstört und danach notdürftig wieder aufgebaut. Erst 1706 wurde das Tor komplett instand gesetzt. 1862 wurde es mit fast der gesamten Ostbefestigung aufgrund des Bahnbaues abgebrochen. Am Rest der Stadtmauer wurde eine Gedenktafel aus Marmor angebracht. Seinen Namen erhielt das Tor durch das Kalkerfeld im Osten vor der Stadt.